# Потоцкий, Игнацы (1906—1994)
Игнацы Потоцкий  (пол. Ignacy Potocki; 30 мая 1906, Рыманув — 8 ноября 1994, Варшава) — польский граф, один из наследников курорта Рыманув-Здруя, польский общественный деятель и бальнеолог.

## Биография
Представитель польского дворянского рода Потоцких герба «Пилява». Старший сын графа Яна Непомуцена Потоцкого (1867—1942) от второго брака с Марией Хеленой Жайер (1879—1969).
Окончился гимназию в Кракове, затем учился в Ecole Technique в Льеже (Бельгия) и горно-металлургической академии в Кракове. Во время Второй мировой войны Игнацы Потоцкий работал в Союзе вооружённой борьбы под псевдонимом Ян Закржевский. Он прославился, когда организовал побег 92 французских военнопленных из лагеря в Звежинце.
Профессиональную карьеру начал в Родниковой лаборатории в Щавно-Здруе, которая затем превратилась в единственный объект польских научных курортов: Учреждение техники и курортной геологии. Одним из самых важных достижений Потоцкого было доведение до исследования фаз использования лечебных вод, которые можно сравнить с сегодняшними исследованиями HACCP. Его заслугой является инициирование разработки для каждого из курортов гидрологической документации ресурсов лечебных вод, что дало основу для создания сети курортов горных источников.
Был инициаторов международного сотрудничества министерства здравоохранения в сфере курортов (происходило в рамках Международной Федерации курортов и климата — FITEC в Цюрихе). Игнацы Потоцкий был представителем Польши в FITEC. Он также являлся экспертом ООН по вопросам бальнеологии, в рамках сотрудничества с этой организацией он находился несколько месяцев в Индии. Он был автором научных работ на темы, связанные с бальнеотехникой и санаторно-курортными учреждениями.
В Щавно-Здруе одна из улиц названа в честь Игнацы Потоцкого.
Скончался 8 ноября 1994 года в Варшаве, был похоронен на кладбище в Рыманув.

## Награды
- Рыцарский Крест Ордена Возрождения Польши
- Медаль Войцеха Очко
- Золотой Знак «Заслуженный польский курортник»
- Знак «Залуженный польский геолог»
- Золотой Значок NOT

## Личная жизнь
1-я жена с 15 мая 1930 года Мат Эни Джейн О’Делл (1910—1932), дочери Пауля О’Делла и Бланш Гиллард. Супруги имели в браке единственного сына:
- Ежи Ян Игнацы Потоцкий  (3 марта 1932, Львов— 4 сентября 1966, Гиндукуш), не женат

2-я жена 19 декабря 1933 года графиня Анна Мария Мыцельская (1904—1993), дочь графа Владислав Мыцельского (1861—1939) и Фелиции Заклики (1877—1943). Супруги имели двух детей:
- Мария Кинга Потоцкая  (род. 5 августа 1935, Краков), жена с 1960 года Мацея Свидзинского (1930—1988), двое приёмных детей
- Владислав Мария Ян Потоцкий  (род. 15 ноября 1940, Лучановице), муж с 1968 года княгини Марии Кристины Чарторыйской (род. 1940), двое детей — Ежи Владислав (род. 1970) и Адам Игнацы (род. 1973).